# Präsident des Herrenhauses (Österreich)

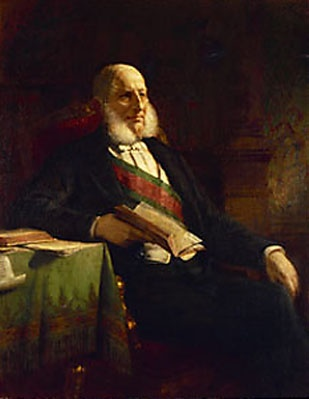
Anton von Schmerling, 1871 Präsident des Herrenhauses

Der Präsident des Herrenhauses (kurz: Herrenhauspräsident) war der Vorsitzende des Herrenhauses, des Oberhauses des österreichischen Reichsrats. Er stand im Staatsprotokoll, in der Rangordnung bei Hof, vor dem Präsidenten des Abgeordnetenhauses. Letzter Amtsinhaber war Alfred Fürst Windisch-Grätz.

## Ernennung
Der Präsident wurde vom Kaiser vor dem Beginn jeder Session des Reichsrats per Allerhöchstem Handschreiben aus der Mitte des Herrenhauses ernannt; es kamen nur Männer in Frage, da das Herrenhaus, dem Namen entsprechend, nur aus Männern bestand. In der Regel suchte der Kaiser eine Person von höchstem Adelsrang, auf die er vertrauen konnte. Die Amtsdauer des Präsidenten endete mit der jeweiligen Session, nicht (wie heute etwa beim Präsidenten des österreichischen Nationalrats) mit der Legislaturperiode.
Die Dauer einer Session, für beide Häuser des Reichsrats immer gleich, hing davon ab, ob das mindestens alle sechs Jahre zu wählende Abgeordnetenhaus in der Lage war, ohne durch die k.k. Regierung beim Kaiser erwirkte Vertagung durchzuarbeiten. Dies gelang von 1873 bis 1897: In den vier Legislaturperioden V bis VIII zu je sechs Jahren gab es die vier Sessionen VIII bis XI. 1901–1907 gelang es letztmals: Die X. Legislaturperiode deckte sich mit der XVII. Session. Hingegen wurden in der vierjährigen IX. Legislaturperiode von 1897 bis 1900 die fünf Sessionen XII bis XVI benötigt; es war die Zeit der Badeni-Krawalle und ihrer Nachwehen.
Der Kaiser hatte, was in der Praxis nicht eintrat, das Recht, den Präsidenten zu entheben; vom Herrenhaus selbst konnte er nicht abberufen werden. Die Wiederernennung für die nächste Session war zulässig, wenn der bisherige Amtsinhaber weiterhin Mitglied des Herrenhauses blieb. Das Herrenhaus selbst hatte über die Ernennung des Präsidenten kein Mitspracherecht. Der Kaiser konnte aber natürlich in seiner Ermessensausübung bei der Ernennung inoffiziell beraten werden.

## Stellvertreter

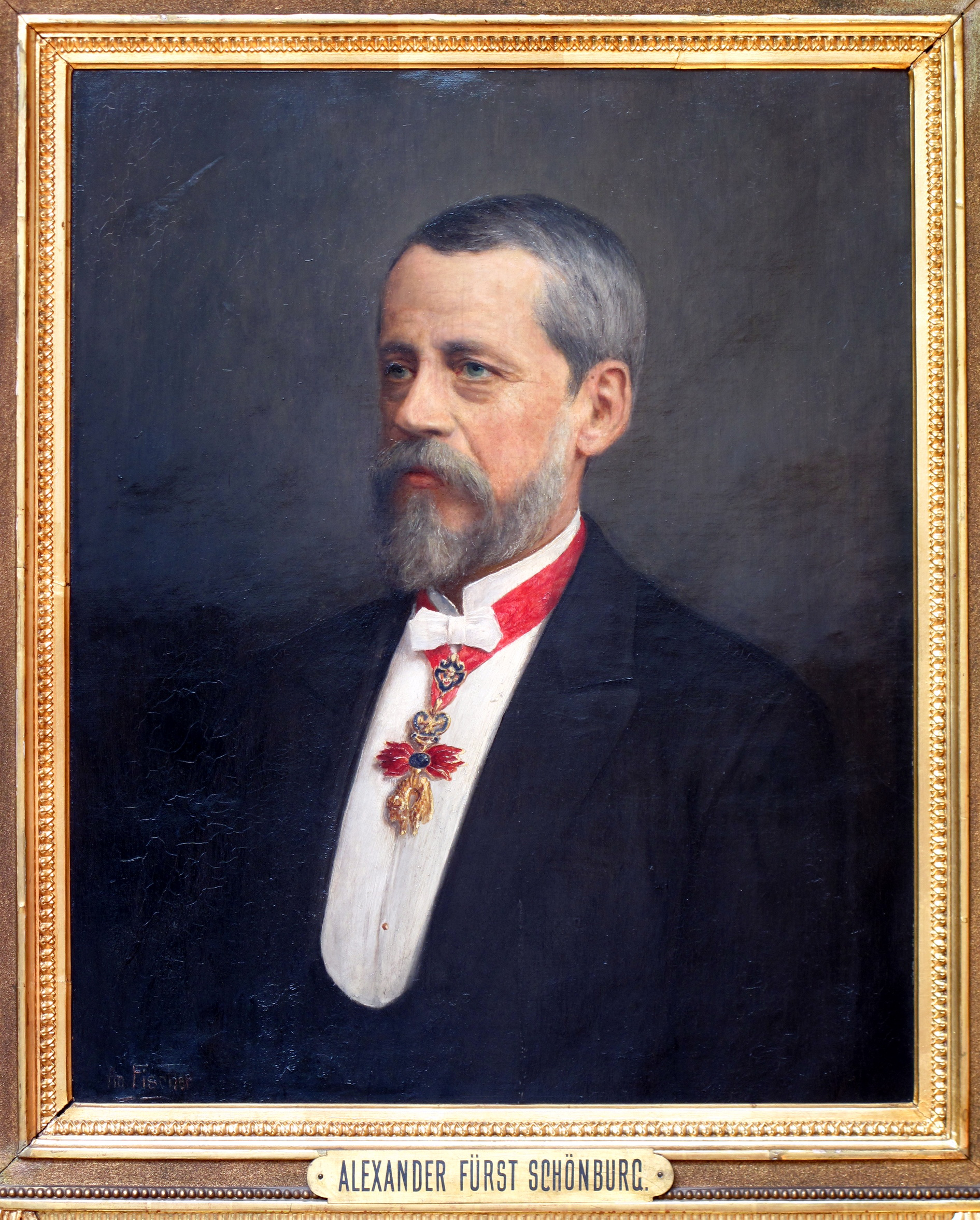
Alexander Schönburg-Hartenstein, Vizepräsident des Herrenhauses

Der Präsident des Herrenhauses hatte bis 1869 einen Vizepräsidenten als Stellvertreter, von 1870 (VI. Session) an zwei, 1917/1918 (XXII. Session) drei, die vom Kaiser ebenfalls aus der Mitte des Herrenhauses ernannt wurden. Gemeinsam mit dem Präsidenten bildeten sie das Präsidium. Die Geschäftsordnung des Reichsrats enthielt keine Vorgabe, wie viele Vizepräsidenten zu ernennen waren.
Bei Verhinderung des Präsidenten vertrat ihn der (Erste) Vizepräsident, war auch dieser verhindert, seit 1870 der Zweite, 1917/1918 bei dessen Verhinderung der Dritte Vizepräsident. In längeren Sitzungen wechselten einander die Vorsitzenden ab, auch wenn sie nicht verhindert waren.

## Gesetzliche Grundlagen
Gesetzliche Grundlage für den Herrenhauspräsidenten und seine Stellvertreter war § 8 des Grundgesetzes über die Reichsvertretung vom 26. Februar 1861 (Reichsgesetzblatt (RGBl.) Nr. 20 / 1861) der Februarpatent genannten Verfassungsurkunde. Danach erhielt das Herrenhaus seinen Präsidenten und dessen Stellvertreter.
Das Verfahren im Reichsrat wurde durch das 1873 erlassene, später novellierte Geschäftsordnungsgesetz (Gesetz vom 12. Mai 1873 in Betreff der Geschäftsordnung des Reichsrathes, RGBl. Nr. 94 / 1873) geregelt, das für beide Häuser galt. Änderungswünsche eines Hauses mussten jeweils mit dem anderen Haus vereinbart werden, damit ein akkordierter Gesetzestext in beiden Häusern beschlossen werden konnte.

## Aufgaben

Blick auf das Präsidium des Herrenhauses im Sitzungssaal im Reichsratsgebäude (Aufnahme 1902)

Die wichtigste Funktion des Herrenhauspräsidenten bestand in der Leitung der Herrenhaussitzungen. Dazu nahm er auf dem Präsidiumspodium im Plenarsaal des Herrenhauses Platz, saß also allen anderen Mitgliedern gegenüber.
Der Präsident vertrat das Herrenhaus und war Adressat aller Gesetzentwürfe und Vorlagen, die vom Kaiser, von der k.k. Regierung, vom Abgeordnetenhaus oder aus der Mitte des Herrenhauses eingebracht wurden. Ebenso war er der Empfänger aller Eingaben, die aus den Reihen des Parlaments stammten oder an das Herrenhaus gerichtet wurden.
Ihm unterstanden auch
- das Büro, bestehend aus vom Haus aus seiner Mitte gewählten Skrutatoren und Verifikatoren,
- die nach Zustimmung des Hauses vom Präsidenten ernannten beamteten, meist selbst adeligen Schriftführer und
- die Beamten der Kanzlei des Herrenhauses (die er selbst bestellte).

Unter Skrutatoren wurden Mitglieder des Hauses verstanden, die zum Einsammeln und Abzählen von Stimmzetteln oder zum Zählen bei Abstimmungen per Handzeichen eingesetzt wurden. Als Verifikatoren waren Mitglieder tätig, die die Richtigkeit eines Vorgangs zu bestätigen bzw. zu beglaubigen hatten.
Bibliothek und Stenografendienst wurden vom Reichsrat für beide Häuser gemeinsam betrieben.

## Präsidenten
- Karl Wilhelm Fürst von Auersperg (8. April 1861 bis 31. Dezember 1867)
- Josef Fürst von Colloredo-Mannsfeld (31. Jänner 1868 bis 15. Mai 1869)
- Karl Wilhelm Fürst von Auersperg (88. Dezember 1869 bis 21. Mai 1870)
- Franz Seraphin Graf von Kuefstein (13. September 1870 bis 1. März 1871)
- Karl Wilhelm Fürst von Auersperg (21. Dezember 1871 bis 17. Mai 1879)
- Anton Ritter von Schmerling (14. Februar 1871 bis 10. August 1871)
- Ferdinand Erbgraf von Trauttmansdorff-Weinsberg (30. September 1879 bis 12. Dezember 1896)
- Alfred III. Fürst zu Windisch-Grätz (25. März 1897–12. November 1918)[4]

## Vizepräsidenten
- Alfred III. Fürst zu Windisch-Grätz (1892–1897)
- Karl Maria Alexander Fürst von Auersperg (1897–1907)[5]
- Max Egon II. Fürst zu Fürstenberg (21. Mai 1917–12. November 1918)
- Alois Fürst von Schönburg-Hartenstein (21. Mai 1917–12. November 1918)
- Ferdinand Prinz von Lobkowitz (12. Oktober 1917–12. November 1918)
- Ernst Graf von Silva-Tarouca (?–Oktober 1917)[6]